# Pouso Redondo
Pour les articles homonymes, voir Pouso.
Pouso Redondo est une ville brésilienne de l'État de Santa Catarina, dans la  vallée de l'Itajaí-Açu.

## Généralités
Située dans le bassin hydrographique du rio Itajaí-Açu, la ville a comme principales activités l'agriculture (culture du riz et élevage laitier) et l'industrie céramique. La majorité de ses habitants est d'origine allemande ou italienne.

## Géographie
Pouso Redondo se situe par une latitude de 27° 15′ 29″ sud et par une longitude de 49° 56′ 02″ ouest, à une altitude de 354 mètres.
Sa population était de 14 812 habitants au recensement de 2010, et de 17 712 en 2020. La municipalité s'étend sur 360 km2.
Elle fait partie de la microrégion de Rio do Sul, dans la mésorégion de la Vallée du rio Itajaí.

## Toponymie
Pouso Redondo doit son nom au fait qu'au XIXe siècle, il s'agissait d'un point de transit pour les conducteurs de bétail qui descendaient des campagnes de Lages, Curitibanos et du Rio Grande do Sul vers Ibirama, Blumenau et Itajaí.
L'endroit a fini par devenir un arrêt obligatoire pour ces voyageurs, puisqu'il se trouvait à mi-chemin entre les hauts plateaux et la région côtière, car le repos des troupes était pris très au sérieux et, pendant le voyage, les arrêts devaient se faire à une distance régulière afin de ne pas compromettre la bonne marche des hommes et des animaux.
Pendant que le bétail se reposait, les tropeiros organisaient le lieu de débarquement, buvaient du maté, préparaient le riz carreteiro (pt), le barbecue et le revirado (pt) qu'ils consommaient de suite et apportaient pour le lendemain, consommés froids ou réchauffés.
Le nom de Pouso Redondo vient de ce lieu de débarquement, une clairière circulaire où il passaient la nuit, près d'un petit ruisseau là où se trouve aujourd'hui l'échangeur qui mène à la ville de Taió, car Pouso Redondo en portugais se traduit par « étape ronde ». 
Le petit village qui s'est formé à cet endroit avec ce nom se trouvait à environ 2,5 kilomètres de la ville actuelle. À l'endroit où se trouve aujourd'hui la ville, un petit village s'est formé et a pris le nom de Barreira, car dans la seconde moitié des années 1920, le gouvernement de l'État a ordonné qu'une barrière soit érigée à cet endroit pour percevoir des taxes, étant donné qu'il s'agissait d'un passage obligatoire pour ceux qui se rendaient dans les montagnes ou sur la côte. Au fil des ans, l'urbanisation s'est développée autour de la barrière, attirant le siège du district créé en 1933 sous le nom de Pouso Redondo.

## Administration
La municipalité est constituée de deux districts :
- Pouso Redondo (siège du pouvoir municipal)
- Aterrado

## Villes voisines
Pouso Redondo est voisine des municipalités (municípios) suivantes :
- Mirim Doce
- Taió
- Rio do Oeste
- Trombudo Central
- Braço do Trombudo
- Otacílio Costa
- Ponte Alta

## Source
- (pt) Cet article est partiellement ou en totalité issu de l’article de Wikipédia en portugais intitulé « Pouso Redondo » (voir la liste des auteurs).